# Ходзё Токиёри
Ходзё Токиёри (яп. 北条時頼 хо:дзё: токиёри, 29 июня 1227 — 24 декабря 1263) — японский военный и государственный деятель периода Камакура, глава рода Ходзё, пятый сиккэн и фактический правитель Японии (1246—1256).

## Биография
Представитель рода Ходзё. Сын Ходзё Токиюдзи (1203—1230), губернатора провинции Вакаса, и Мацуситы Дзенни. В 1230 году 3-летний Токиёри лишился своего отца. С 1231 года он находился на попечении своего деда, Ходзё Ясутоки, 3-го сиккэна Японии. В 1237 году состоялась церемония его совершеннолетия. В 1241 году он стал участником конфликта в кланом Миура.
В 1242 году после смерти сиккэна Ходзё Ясутоки новым сиккэном и правителем Японии стал Ходзё Цунэтоки (1242—1246), старший брат Токиёри. В 1245 году больной Ходзё Цунэтоки объявил своим наследником младшего брата Токиёри. В 1245 году после смерти Ходзё Цунэтоки Токиёри был объявлен 5-м сиккэном Японии. В том же году Токиёри предотвратил мятеж, организованный его родственником — Нагоэ Мицутоки в союзе с бывшим сёгуном Фудзивара-но Ёрицунэ. В 1247 году сиккэн уничтожил второй по мощи род в стране — Миура, устранив таким образом опасного конкурента в борьбе за верховную власть. После этого сократил количество вассалов (гокэнов) в Киото, чем еще более усилил свою власть, и позиции среди самураев. В 1249 году внедрил правовую систему Хикицукэ (высокий двор). В 1252 году Ходзё Токиёри сменил на посту сёгуна Фудзивара-но Ёрицугу на принца Мунэтаку.
Ходзё Токиёри также стремился к укреплению «просвещенного правления». Он изучал старинные китайские теории по управлению государством, а его родственник Санэтака стал основателем известной библиотеки «Канадзава бункэ». В своем стремлении к справедливому правлению Ходзё Токиёри дошел до того, что инкогнито путешествовал по стране, чтобы лично увидеть жизнь простого народа. Сам будучи крайне непритязательным в жилье и еде, он стремился сделать жизнь, особенно в Камакуре, как можно более аскетичной и праведной. Значительные усилия были направлены на поддержание общественного порядка, чистоты и сохранения морального облика горожан. Была не в почете роскошь, запрещена продажа саке. За поведением самураев осуществлялся строгий надзор.
В 1256 году Ходзё Токиёри оставил пост сиккэна, став буддийским монахом. Власть была передана дяде Ходзё Нагатоки (1230—1264), но семейный титул «токусо» был передан сыну Токиёри — Ходзё Токимунэ (1251—1284). Впрочем Ходзё Токиёри сохранил влияние на государственную политику, что подтверждается участием в ежегодной церемонии при сёгуне с 1257 года. Большое внимание уделял он и установлению нормальных отношений с императорским двором, направляя в Киото специальные дипломатические миссии. Был известным противником денежного обращения, поэтому приказал изготовить известную статую великого Будды в Камакуре, используя при литье значительное количество медных монет, собранных по всей стране монахами-добровольцами.
Стремление к экономии и буддийскому образу жизни заставило Ходзё Токиёри ограничить и внешнюю торговлю, он разрешил только пяти китайским судам прибывать в Японию в течение года. В то же время из Японии в Китай ежегодно отправлялось по 40-50 судов и вывозилось с материка такое количество монет, что финансовая система династии Южная Сун оказалась под угрозой.
В 1261 году Ходзё Токиёри стал автором новых законов, практически запретил охоту и ограничил лов рыбы. Особенно жесткие требования выдвигались буддийским и синтоистским монахам. Запрещены были азартные игры и продажа рабов. Ходзё Токиёри пытался вернуться в управлении страной принципы полулегендарных китайских императоров-конфуцианцев, но при этом часто отрывался от действительности и не обладал реальной обстановкой.
Ходзё Токиёри скончался в 1263 году в возрасте 36 лет.